# Lindera reticulosa
Lindera reticulosa är en lagerväxtart som beskrevs av Kostermans. Lindera reticulosa ingår i släktet Lindera och familjen lagerväxter. Inga underarter finns listade i Catalogue of Life.